# Міський стадіон (Грудзьондз)
Міський футбольний стадіон у місті Грудзьондз імені Броніслава Малиновського — футбольний стадіон у місті Грудзьондз, Польща. Розташований по вулиці імені Підлуського в межах міста. Всього є 8,000 місць (з них сидячих - 5,000).
Нині стадіон використовує для виступів «Олімпія Грудзьондз». Рекорд відвідуваності був встановлений під час гри з «Лехом» - 4,000 чоловік.